# Paul Witterstätter
Paul Witterstätter (* 25. August 1892 in Oppenheim; † 23. April 1966 in Bingen am Rhein) war ein deutscher Maler.

## Leben
Als Sohn eines wohlhabenden Weingutsbesitzers begann Paul Witterstätter nach seinem Abitur eine Banklehre. Offenbar lagen aber seine Interessen mehr auf künstlerischem Gebiet. Er zog es vor, Kunden und Kollegen zu zeichnen. Sein Vater ermöglichte ihm daraufhin ab 1912 den Besuch der Kunstgewerbeschule und anschließend ein Studium an der Kunstakademie in München bei den Professoren Jank und Engels. Während des Studiums freundete er sich mit Franz Marc und August Macke, den Gründern der expressionistischen Künstlervereinigung „Blauer Reiter“ an. In dieser Zeit schuf Witterstätter mit kräftigen Farben abstrakte Tierbilder im Stile des Kubismus.
Im Ersten Weltkrieg wurde er 1916 in der Schlacht an der Somme verletzt.
Nach dem Krieg zog Witterstätter 1921 nach Weimar, wo ihm seine Eltern den Bau eines Hauses mit Atelier ermöglicht hatten.
In Weimar heiratete er am 29. Mai 1925 die Künstlerin Marie Therese Commichau (* 3. November 1895 in Bialystok). Jedes Jahr verbrachte er etliche Monate in Oppenheim und hielt rheinhessische Motive in seinen Gemälden fest.
Im Zweiten Weltkrieg verlor er sein Gehör. Am Ende des Krieges kam er als Kriegsgefangener in das Gefangenenlager bei Bad Kreuznach („Rheinwiesenlager“) der US-Armee,  aus  dem er schwer erkrankt und stark abgemagert im Winter 1945 entlassen wurde. Seine Frau Marie Therese starb am 22. April 1949 in Weimar; die Ehe war kinderlos geblieben.
Witterstätter flüchtete in den Westen, kehrte in seine rheinhessische Heimat zurück und lebte bei seiner Schwester in Bingen am Rhein. Der verarmte Künstler malte zum Broterwerb Landschaften und Stadtmotive im realistischen Stil. Er starb 1966 in einem Altersheim in Bingen.